# Così ridevano
Così ridevano är en italiensk dramafilm från 1998 i regi av Gianni Amelio.

## Utmärkelser
Filmen vann Guldlejonet vid Filmfestivalen i Venedig 1998.

## Rollista i urval
- Enrico Lo Verso - Giovanni
- Fabrizio Gifuni - Pelaia
- Francesco Giuffrida - Pietro
- Rosaria Danzè - Lucia
- Renato Liprand - vaktmästaren
- Clara Droetto - den gamla damen